# Denizli (province)
Pour les articles homonymes, voir Denizli.
Denizli est une province située à l'ouest de la Turquie, dans la région égéenne ; elle compte 963 464 habitants au total. La préfecture de cette province est la ville du même nom ; voir Denizli.
Malgré le développement de la ville de Denizli, la province reste semi industrialisée. Le secteur agricole reste encore très important : culture du coton, du tabac, des fruits et légumes, élevage, etc.
Le climat méditerranéen est propice à ce genre de cultures, toutefois ce secteur d'activité ne peut plus permettre à l'ensemble de la population qui croît assez vite de subvenir à ses besoins : l'exode rural est assez important surtout à destination de l'Europe et de l'Australie.
La province dispose également d'une autre richesse : ses ressources touristiques très diverses (site de Pamukkale, ruines de l'époque romaine très nombreuses, sites préhistoriques, etc.)
Toutefois c'est dans son patrimoine culturel actuel que la province de Denizli peut puiser le plus pour son développement. En effet la région, foyer de peuplement Yörüks, dispose d'importantes ressources culturelles appréciées des touristes locaux et étrangers : tissage de tapis (halı) traditionnels à Tavas, festivals de Güles, de folklore (danse égéenne appelée zeybek), etc.
Les habitants de Denizli sont connus pour leur hospitalité, leur attachement à leur spécificité culturelle (le dialecte de Denizli est très célèbre en Turquie) mais aussi leur volonté de modernisme exprimée par des secteurs industriels et culturels très dynamiques.

## Population
| 2000    | 2001    | 2002    | 2003    | 2004    | 2005    | 2006    | 2007    | 2008    |
| ------- | ------- | ------- | ------- | ------- | ------- | ------- | ------- | ------- |
| 845 493 | 854 958 | 863 396 | 871 614 | 880 267 | 889 229 | 898 387 | 907 325 | 917 836 |

| 2009    | 2010    | 2011    | 2012    | 2013    | 2014    | 2015    | 2016      | 2017      |
| ------- | ------- | ------- | ------- | ------- | ------- | ------- | --------- | --------- |
| 926 362 | 931 823 | 942 278 | 950 557 | 963 464 | 978 700 | 993 442 | 1 005 687 | 1 018 735 |

| 2018      | 2019      | 2020      | 2021      | 2022      | 2023      | - | - | - |
| --------- | --------- | --------- | --------- | --------- | --------- | - | - | - |
| 1 027 782 | 1 037 208 | 1 040 915 | 1 051 056 | 1 056 332 | 1 059 082 | - | - | - |

## Villes
- Acıpayam
- Akköy
- Babadağ
- Baklan
- Bekilli
- Beyağaç
- Bozkurt (Denizli)
- Buldan
- Çal
- Çameli
- Çardak
- Çivril
- Denizli
- Güney
- Honaz
- İnceler Kasabası
- Kale
- Sarayköy
- Serinhisar
- Tavas